# 포도주의 역사

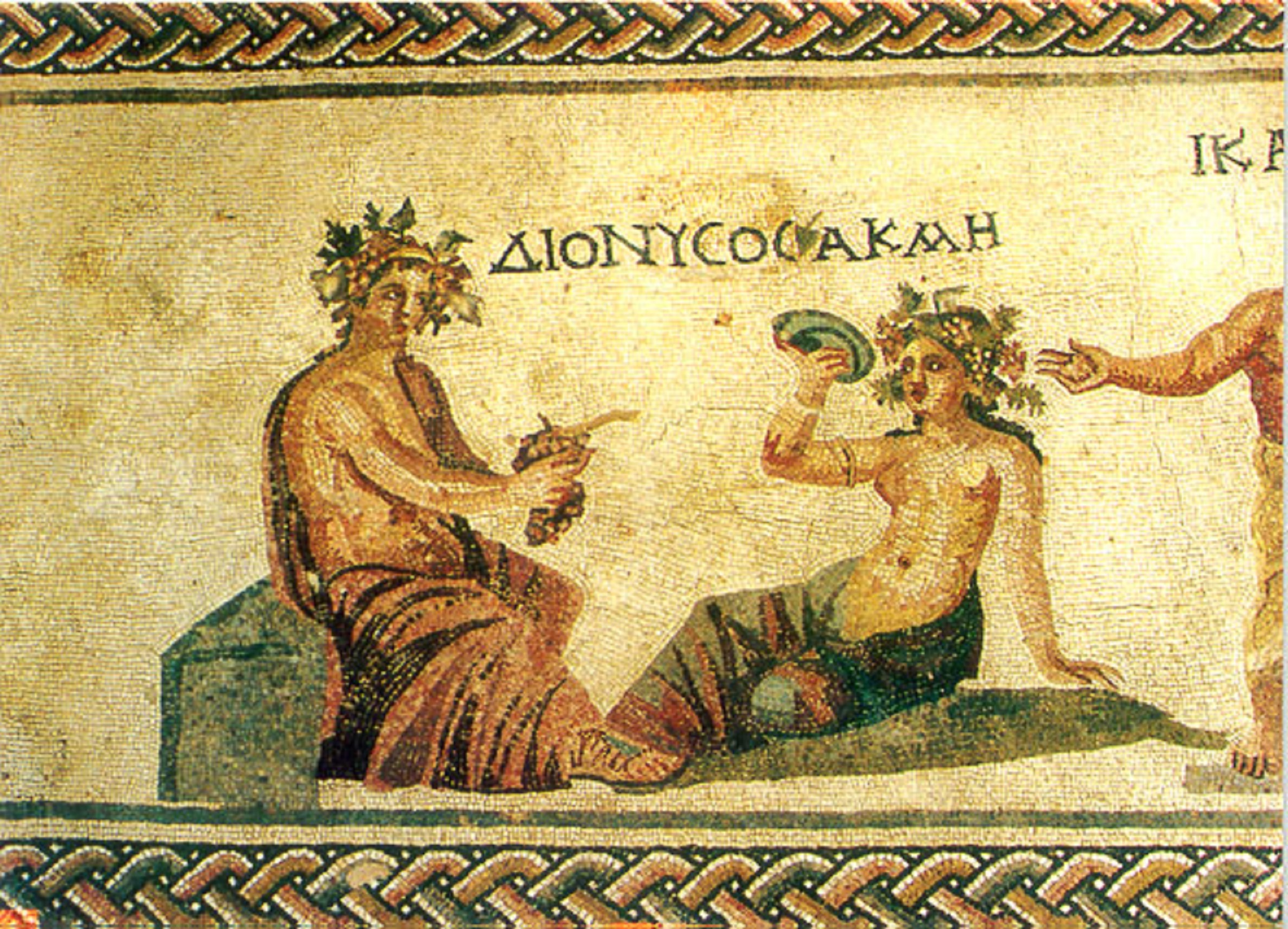
포도주의 신, 디오니소스를 묘사한 헬레니즘 모자이크가 파포스시 근처에서 발견됨

포도주의 역사(영어: history of wine)는 고대부터 현대에 이르기까지 포도주에 관한 역사에 대해 기술한다. 포도가 없는 가장 오래된 원시 포도주 화석은 기원전 7000년 전 것으로 중국에서 발견되었으며, 또한 기원전 6000년 경의 것으로 추정되는 고대 포도주의 생산 증거(포도주의 가장 오래된 흔적)가 중국과 조지아에서 발견되었다. 또한 기원전 5000년 경의 것으로 추정되는 증거가 이란의 서아제르바이잔주에서, 기원전 4100년 경의 것으로 추정되는 증거(대규모 생산)가 아르메니아에서, 기원전 4000년 경의 것으로 추정되는 증거가 시칠리아에서 발견되었다. 때때로 포도주와 비교되는 포도와 쌀의 혼합 기반 발효 음료의 가장 오래된 증거는 고대 중국(기원전 7000년 경)에서 발견되었다.

## 같이 보기
- 포도주
- 술의 역사
- 맥주의 역사
- 유럽의 술 선호도